# Begleitalkohol
Begleitalkohole (auch Fuselalkohole) entstehen neben Ethanol als Teilfraktion der Fuselöle bei Gärungsprozessen zur Getränkeerzeugung. Typische Begleitalkohole sind Methanol, n-Propanol und Isobutanol, die Butanole, die Amylalkohole sowie Hexanol.
In der Rechtsmedizin wurde in den letzten Jahrzehnten der Begriff Fuselalkohole durch den Begriff Begleitalkohole ersetzt.

## Entstehung
Die meisten der Begleitalkohole wie n-Propanol und Isobutanol entstehen während der alkoholischen Gärung durch Prozesse, an denen Hefen und Bakterien beteiligt sind. Dabei sind anders als bei Ethanol nicht Zucker, sondern Aminosäuren die Ausgangsprodukte.
Methanol dagegen bildet sich bei der Getränkeherstellung nicht durch Gärung, sondern durch Spaltung von Pektinen, die vor allem in den Schalen von Früchten enthalten sind.

## Konzentration in alkoholischen Getränken
Während der Ethanolgehalt je nach Getränk zwischen 4 und 400 g/l liegt, sind die Konzentrationen der Begleitalkohole in den Getränken im Vergleich zur Ethanolkonzentration erheblich geringer und reichen meist von weniger als 1 mg/l bis zu 6000 mg/l. Bei Wodka liegt das Verhältnis meist über dem Faktor 1:1000 (Begleitalkohole:Ethanol). Obsttresterbrand darf dagegen nach der Verordnung (EG) Nr. 110/2008 (Spirituosenverordnung) bis zu 15 g Methanol pro Liter Reinalkohol enthalten, was etwa 6 g Methanol pro Liter Obsttresterbrand entspricht. Hier liegt das Verhältnis Begleitalkohole:Ethanol bei etwa 1:50.
Verschiedene Getränkesorten unterscheiden sich außer im Gehalt an Ethanol auch im Muster und in den Konzentrationen der Begleitalkohole. Bei Obstbränden können zum Beispiel Methanolgehalte bis 5000 mg/l erreicht werden, während etwa Wodka praktisch frei von Begleitalkoholen ist. Der hohe Methanolgehalt von Obstbrand ist darauf zurückzuführen, dass nicht nur der ausgepresste Saft, sondern ganze Früchte inklusive der Kerngehäuse und Schalen zerkleinert, eingemaischt und vergoren werden. Auch Fruchtsäfte, die nach Lebensmittelrecht als alkoholfrei gelten, können bis zu 180 mg/l Methanol enthalten.
Folgende Tabelle zeigt exemplarisch den Ethanol- und Begleitalkoholegehalt einzelner Getränkeproben verschiedener Getränke:
| Getränk          | Ethanol (g/L) | Methanol (mg/L) | n-Propanol (mg/L) | Isobutanol (mg/L) |
| ---------------- | ------------- | --------------- | ----------------- | ----------------- |
| Williamsbirne    | 316           | 5140            | 173               | 194               |
| Wodka            | 300           | 22              | n.n.              | n.n.              |
| obergäriges Bier | 37,9          | 2               | 13                | 7                 |
| Prosecco         | 86,9          | 38              | 32                | 44                |
| Weißwein         | 94,8          | 51              | 34                | 29                |
| Rotwein          | 98,8          | 120             | 34                | 43                |

## Bestimmung
Die Bestimmung von Begleitalkoholen geschieht in der Regel gaschromatographisch.

## Medizinische Bedeutung
Obwohl die Einnahme höherer Dosen der genannten Alkohole zu Vergiftungen mit zum Teil tödlichem Ausgang führen kann, sind akute Vergiftungen durch gängige oder auch selbst gebrannte alkoholische Getränke eher selten. Eine Ausnahme stellt allenfalls die Methanolvergiftung dar, die im Wesentlichen durch das Panschen von Spirituosen mit industriellem Methanol auftreten kann.
In einigen Ländern werden aus forensischen Gründen gelegentlich Begleitalkohole bzw. Begleitstoffe im Blutserum bestimmt. Die sog. Begleitalkoholanalyse soll hier Aussagen zur Plausibilität einer geäußerten Nachtrunkbehauptung oder einer möglichen Alkoholkrankheit treffen.
Der Einfluss von Begleitalkoholen (sowie den restlichen Fuselölen, siehe dort) auf das Allgemeinbefinden (Müdigkeit, Übelkeit, Kopfschmerzen u. a.) nach übermäßigem Genuss alkoholischer Getränke (der sog. Kater) ist umstritten, es wird aber allgemein als gegeben angenommen, dass sie im Körper des Menschen zu Giftstoffen abgebaut werden, die zu einer Belastung der Organe, insbesondere Herz, Leber, Nieren und Nervensystem, führen. Fuselalkohole spielen deshalb für die Verträglichkeit von alkoholischen Getränken eine entscheidende Rolle. Aus diesem Grund sollte der gesamte Fuselölgehalt von Spirituosen auch nicht über 0,1 % liegen. Die Studienlage zu diesem Thema ist allerdings eher dürftig (Stand 2011).